# Basciano
Basciano község (comune) Olaszország Abruzzo régiójában, Teramo megyében.

## Fekvése
A Vomano folyó völgyében fekszik. A megye központi részén fekszik. Határai: Castel Castagna, Colledara, Montorio al Vomano, Penna Sant’Andrea és Teramo.

## Története
Területét már a neolitikumban lakták. A rómaiak idején fontos kereskedelmi központ volt a Via Salaria mentén Vicus néven. A Nyugatrómai Birodalom bukása utáni időszakból kevés információ maradt fenn a városról. Első írásos említése 1150-ből származik.A középkorban nápolyi nemesi családok birtoka volt (Acqaviva, Caracciolo, Filippini). Önálló községgé a 19. század elején vált, amikor a Nápolyi Királyságban felszámolták a feudalizmust.

## Népessége
A népesség számának alakulása:

## Főbb látnivalói
A falakkal körbevett középkori központ. 
- Sant’Agostino-templom
- San Flaviano-templom
- Santa Maria a Porto Lungo-templom